# Подводные лодки типа «Энрико Тоти»
Подводные лодки типа «Энрико Тоти» (итал. Classe Enrico Toti) — серия итальянских дизель-электрических подводных лодок. Назван в честь национального героя Энрико Тоти. Первый класс подводных лодок, созданный в Италии после окончания Второй мировой войны. Разработка этого типа подводных лодок, предназначенных для выполнения задач береговой обороны, велась с середины 1950-х годов, но из-за неоднократных кардинальных изменений, вносимых в проект, окончательно проект был завершён лишь к 1964 году. Всего в серии с 1965 по 1969 год были построены четыре лодки, которые оставались на вооружении ВМС Италии вплоть до начала 1990-х годов.

## Представители
| Название                            | Заводской номер | Судоверфь | Дата закладки  | Спуск на воду   | Ввод в строй     | Судьба                                                |
| ----------------------------------- | --------------- | --------- | -------------- | --------------- | ---------------- | ----------------------------------------------------- |
| Аттилио Баньолини Attilio Bagnolini | S 505           | CRDA      | 15 апреля 1965 | 26 августа 1967 | 16 июня 1968     | пущена на слом 4 июля 1991,                           |
| Энрико Тоти Enrico Toti             | S 506           | CRDA      | 15 апреля 1965 | 12 марта 1967   | 22 января 1968   | снята с вооружения 1 апреля 1992, музейный корабль    |
| Энрико Дандоло Enrico Dandolo       | S 513           | CRDA      | 10 марта 1967  | 16 декабря 1967 | 25 сентября 1968 | снята с вооружения 30 сентября 1996, музейный корабль |
| Лаццаро Мочениго Lazzarro Mocenigo  | S 514           | CRDA      | 12 июня 1967   | 20 апреля 1968  | 11 января 1969   | пущена на слом 15 октября 1993                        |